# Прісноводні заболочені ліси басейну Тонлесапу
Прісноводні заболочені ліси басейну Тонлесапу (ідентифікатор WWF: IM0164) — індомалайський екорегіон тропічних та субтропічних вологих широколистяних лісів, розташований в Камбоджі та В'єтнамі. 

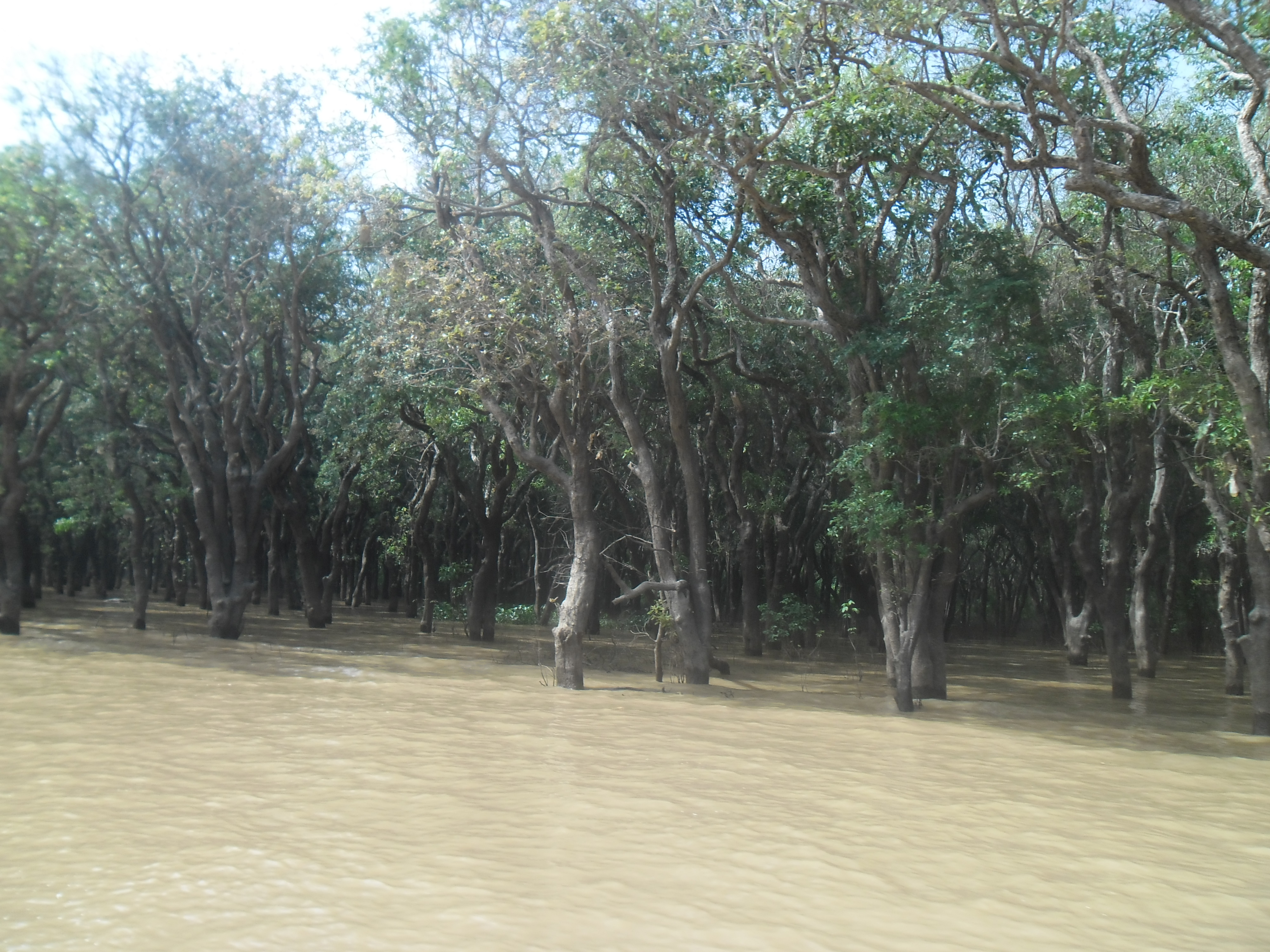
Затоплювані ліси басейну Тонлесапу

## Географія
Екорегіон прісноводних заболочених лісів басейну Тонлесапу простягається на 450 км з північного заходу на південний схід, через територію Камбоджі та Південного В'єтнаму. Він охоплює басейн озера Тонлесап, найбільшого озера Індокитаю, та заплаву нижнього Меконгу. Низовини регіону переважно лежать на висоті до 10 м над рівнем моря, однак декілька пагорбів підіймаються на висоту до 300 м над рівнем моря. В межах регіону розташована стародавня столиця Кхмерської імперії Ангкор та сучасна столиця Камбоджі Пномпень.
Тонлесап — це відносно молоде озеро; вважається, що воно утворилося внаслідок опускання Камбоджійської платформи приблизно 5700 років тому. Площа та об'єм Тонлесапу значно коливаються з року в рік: під час сухого сезону мінімальна площа озера може становить 2500-3000 км², а об'єм — близько 1 км³, а під час сезону дощів максимальна площа озера становить 16 000 км², а об'єм — близько 80 км³. Глибина озера під час сезону дощів становить 9-14 м, а наприкінці посушливого сезону — близько 1 м.
Річка Тонлесап довжиною 120 км сполучає озеро Тонлесап з Меконгом. На неї припадає 9 % річкового стоку Меконгу. Коли починаються мусонні дощі, рівень води в Меконзі починає підвищуватися, і зрештою річка Тонлесап змінює напрям своєї течії, а наприкінці сезону дощів стік Меконгу починає зменшуватися, і Тонлесап знову починає впадати у нього.
На захід та північ від регіону розташований екорегіон сухих лісів Центрального Індокитаю, а на схід та південний захід — екорегіон торф'яно-болотних лісів басейнів Тонлесапу та Меконгу. В дельті Меконгу, де відчувається вплив солоної води, заболочені ліси екорегіону переходять у індокитайські мангри.

## Клімат
В межах екорегіону домінує саванний клімат (Aw за класифікацією кліматів Кеппена). Середньорічна кількість опадів тут коливається від 1300 до 1560 мм, більшість з яких випадає під час сезону мусонів з квітня по листопад, з піком у вересні. Середня температура в регіоні становить близько 25 °C.

## Флора
Основними рослинними угрупованнями екорегіону є невисокі затоплювані ліси, що ростуть безпосередньо навколо озера Тонлесап, та невисокі чагарникові зарості, які вкривають більшу частину регіону. Структура та склад цих лісових угруповань значною мірою залежить від мікронеоднорідності умов зволоження ґрунту та динаміки сезонних повеней. Майже 35 % території екорегіону сезонно затоплюються щонайменше на шестимісячний період із серпня по січень або лютий.
Чагарникові хащі регіону складаються з невисоких дерев висотою не більше 4 м, які утворюють майже суцільний лісовий намет. Висота, якої досягають окремі види у цих заростях, пов'язана з особливостями вологості ґрунту: найвищі дерева зустрічаються ближче до озерної улоговини, постійно заповненої водою, тоді як менші особини зустрічаються на периферії заплавної зони. У низькорослих чагарникових заростях переважають прісноводні мангри (Barringtonia acutangula), різні представники родин Молочаєві (Euphorbiaceae), Бобові (Fabaceae) та Комбретові (Combretaceae), а також камбоджійські терміналії (Terminalia cambodiana), характерні місцеві ендеміки.
Раніше близько 10 % заплави Тонлесапу вкривали низькорослі затоплювані ліси, дерева в яких досягали 7-15 м заввишки. Подібні ліси також зустрічаються уздовж сезонних заплав Меконгу, Бассаку та інших річок екорегіону. Ці ліси не є суцільними, а натомість утворюють мозаїку з насаджень великих дерев та відкритих ділянок, на яких зустрічаються плаваючі водні трави, типові для самого озера. У затоплюваних лісах регіону домінують прісноводні мангри (Barringtonia acutangula) та камбоджійська хурма (Diospyros cambodiana). Також тут зустрічаються складчасті маллотуси (Mallotus plicatus), великі кратеви (Crateva magna), цейлонські крудії (Crudia zeylanica), елеокарпуси Гріффіта (Elaeocarpus griffithii), гарцинії Лур'є (Garcinia loureiroi), лофопеталуми Вайта (Lophopetalum wightianum) та камбоджійські терміналії (Terminalia cambodiana). Здерев'янілі ліани, такі як таїландські сенегалії (Senegalia thailandica), лікувальні брейнії (Breynia vitis-idaea) та трилисті комбретуми (Combretum trifoliatum), додають щільності структурі лісу.
Більшість дерев регіону є листопадними. Замість того, щоб скидати листя під час сухого сезону, ці види втрачають листя під час сезонного затоплення. Однак деякі дерева залишаються вічнозеленими навіть незважаючи на занурення у воду протягом шести-восьми місяців щороку. За нечисленними винятками цвітіння та утворення плодів у дерев і кущів, що ростуть в заплавах регіону, затримується на кілька місяців після появи нового листя. Плоди на більшості дерев дозрівають в той час, коли дерева все ще затоплені водою. Це свідчить про те, що риба може бути важливим розповсюджувачем насіння для таких дерев.
На додачу до лісів та чагарників екорегіону, тут також зустрічаються великі ділянки сезонно затоплюваних луків, по яким розкиданні поодинокі прісноводні мангри (Barringtonia acutangula). Ці гідроморфні савани зазвичай залиті водою щонайменше шість місяців на рік.
Чагарники та заболочені ліси заплави Тонлесапу сильно постраждали від діяльності людини. Первинного лісового покриву наразі залишилося дуже мало, більшість лісів перетворено на рисові поля та інші сільськогосподарські угіддя. Серйозну проблему для флори екорегіону представляє інвазивна велетенська мімоза (Mimosa pigra). Цей агресивний американський вид прижився на перелогових полях та у чагарниках і лісах регіону, порушених вирубкою або спалюванням. Він утворює густі, непрохідні колючі хащі, які пригнічують ріст місцевих видів рослин.

## Фауна
Серед ссавців, які зустрічаються в заплавах екорегіону, слід відзначити дику свиню (Sus scrofa), індійського замбара (Rusa unicolor cambojensis), північного рудого мунтжака (Muntiacus vaginalis), малого оленька (Tragulus kanchil), бантенга (Bos javanicus), лангура Жермена (Trachypithecus germaini), камбоджійського гібона (Hylobates pileatus), макаку-крабоїда (Macaca fascicularis), малайського ведмедя (Helarctos malayanus), індокитайського леопарда (Panthera pardus delacouri), димчасту пантеру (Neofelis nebulosa), гірського куона (Cuon alpinus), суматранську видру (Lutra sumatrana) та гладкошерсту видру (Lutrogale perspicillata). Популяції більшості з них значно скоротилися внаслідок полювання. Вважається, що індокитайські тигри (Panthera tigris corbetti) вимерли в регіоні, а індійські слони (Elephas maximus indicus), які раніше здійснювали сезонні міграції до озера Тонлесап, більше туди не приходять.
Заболочені ліси та прилеглі до них водно-болотні угіддя є дуже важливим середовищем існування для таких птахів, як рідкісні індійські журавлі (Grus antigone), білоплечі ібіси (Pseudibis davisoni) та майже ендемічні гігантські ібіси (Thaumatibis gigantea). Серед інших птахів, які зустраються в екорегіоні, слід відзначити королівського шуліку (Haliastur indus), індійського лелеку-тантала (Mycteria leucocephala), азійського ябіру (Ephippiorhynchus asiaticus), яванського марабу (Leptoptilos javanicus), індійського марабу (Leptoptilos dubius), сірого пелікана (Pelecanus philippensis), індійського баклана (Phalacrocorax fuscicollis) та чорночереву змієшийку (Anhinga melanogaster). Раніше тут зустрічалися рожевокрилі фламінго (Phoenicopterus roseus), однак востаннє вони прилітали до Тонлесапу у 1935 році. Ендеміками екорегіону є камбоджійські кравчики (Orthotomus chaktomuk). Ці птахи живуть в чагарникових заростях в заплавах річок і були відкриті лише у 2009 році. 
Серед поширених в екорегіоні плазунів слід відзначити дуже рідкісних сіамських крокодилів (Crocodylus siamensis) видовжених черепах (Indotestudo elongata) та південних багатурів (Batagur affinis). Раніше тут зустрічалися іравадійські дельфіни (Orcaella brevirostris), однак наразі вони в регіоні вимерли.

## Збереження
Оцінка 2017 року показала, що 3207 км², або 13 % екорегіону, є заповідними територіями. Природоохоронні території включають: Тонлесапський біосферний заповідник, Пташиний заповідник та Рамсарське водно-болотне угіддя Преак-Тоал та Природний заповідник Боенг-Тонле-Чхмар в Камбоджі.